# Held by the Enemy (film)
Held by the Enemy er en amerikansk stumfilm fra 1920 af Donald Crisp.

## Medvirkende
- Agnes Ayres som Rachel Hayne
- Wanda Hawley som Emmy McCreery
- Josephine Crowell som Sarah Hayne
- Lillian Leighton som Clarissa
- Lewis Stone som Gordon Haine
- Jack Holt som Charles Prescott
- Robert Cain
- Walter Hiers som Thomas Beene
- Robert Brower som Rufus
- Clarence Geldart som Major General Stanton
- Byron Douglas